# Withersfield
Withersfield is een civil parish in het bestuurlijke gebied West Suffolk, in het Engelse graafschap Suffolk met 430 inwoners.

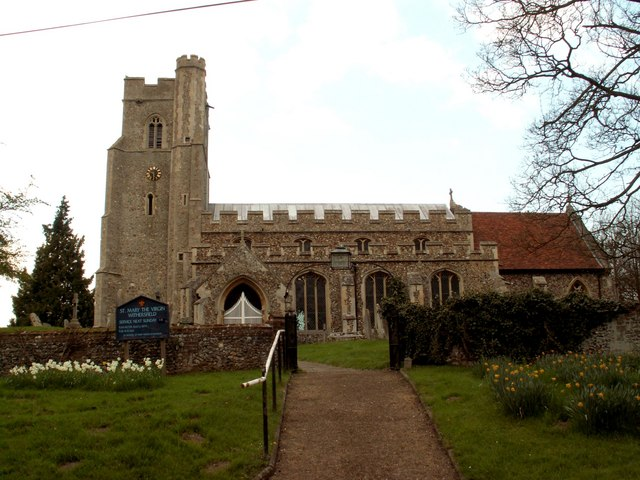
Kerk van St. Mary
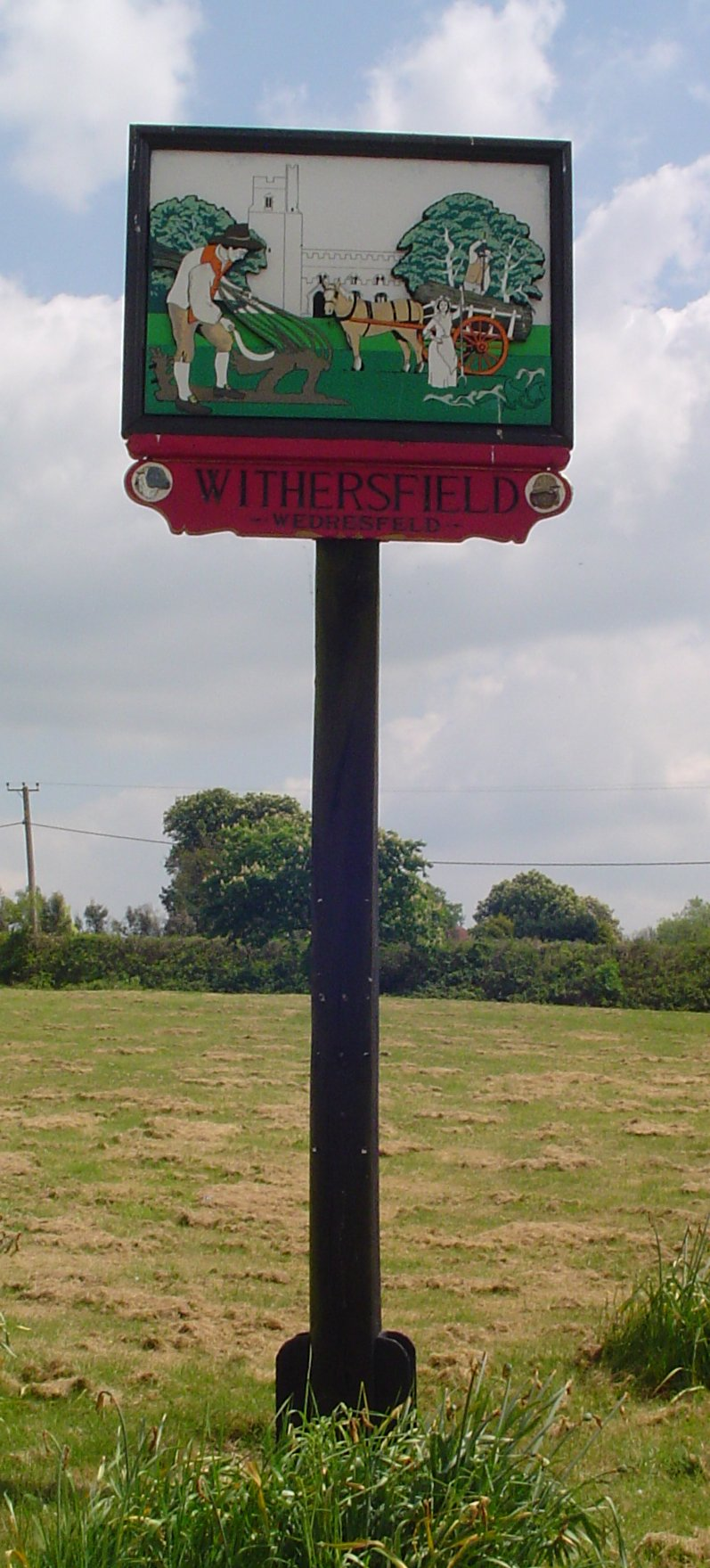
Withersfield